# Rheum hotaoense
Rheum hotaoense är en slideväxtart som beskrevs av C. Y. Cheng & T. C. Kao. Rheum hotaoense ingår i släktet rabarbersläktet, och familjen slideväxter. Inga underarter finns listade i Catalogue of Life.